# Val-de-Vesle
Val-de-Vesle est une commune française, située dans le département de la Marne en région Grand Est. Elle est traversée par une rivière, la Vesle. La plus grande ville à proximité est Reims, qui est située à 17 km de la commune.

## Géographie
| Prunay                | Beine-Nauroy      |            |
| Beaumont-sur-Vesle    | Val-de-Vesle      | Prosnes    |
| Verzy Villers-Marmery | Les Petites-Loges | Sept-Saulx |

Le village se trouve sur la D 34 reliant Châlons à Reims et la D 931 allant vers le nord, son territoire est aussi traversé par l'autoroute A4. La Prosnes et la Vesle arrosent le village ainsi que le canal de l'Aisne à la Marne. Le TER Champagne-Ardenne dessert le village avec une halte sur la ligne Châlons-en-Champagne, Reims Céres ; la ligne TGV Est ne fait que traverser le village.

### Hydrographie

#### Réseau hydrographique
La commune est dans la région hydrographique « la Seine du confluent de l'Oise (inclus) à l'embouchure » au sein du bassin Seine-Normandie. Elle est drainée par la Vesle, le canal de la Marne à l'Aisne, la Prosne et le cours d'eau 01 de la Queue de la Noue,.
La Vesle, d'une longueur de 139 km, prend sa source dans la commune de Somme-Vesle et se jette  dans l'Aisne à Ciry-Salsogne, après avoir traversé 52 communes. Les caractéristiques hydrologiques de la Vesle sont données par la station hydrologique située sur la commune de Val-de-Vesle. Le débit moyen mensuel est de 2,63 m3/s. Le débit moyen journalier maximum est de 13,9 m3/s, atteint lors de la crue du 12 février 1988. Le débit instantané maximal est quant à lui de 14,3 m3/s, atteint le 18 avril 2001.

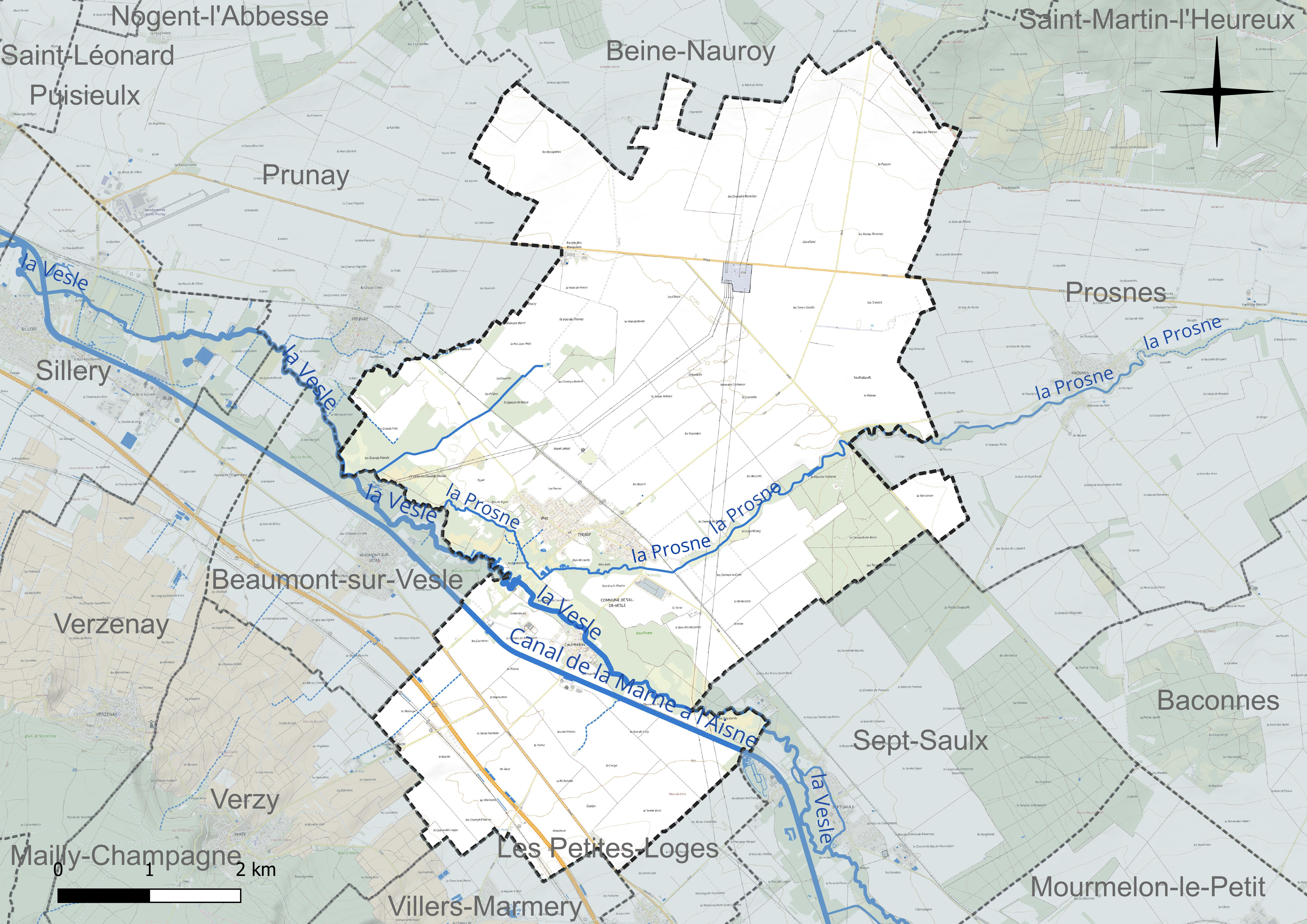
Réseau hydrographique de Val-de-Vesle.

Depuis 1866, le canal de l'Aisne à la Marne reliant Berry-au-Bac à Condé-sur-Marne permet à Reims d'avoir un accès à la Marne à partir des canaux de l'Aisne. Construit à partir du 9 mars 1842, ce canal à bief de partage possède une longueur de 58 km et a permis, lorsque cette voie maritime a été reliée en 1861 par le canal de la Marne au Rhin, de former une grande ligne de navigation qui permit de relier Strasbourg à Lille en passant par le Rhin. Il est mis au gabarit Freycinet entre 1878 et 1883,.
La Prosne, d'une longueur de 13 km, prend sa source dans la commune de Prosnes et se jette  dans la Vesle à Beaumont-sur-Vesle, après avoir traversé trois communes.

#### Gestion et qualité des eaux
Le territoire communal est couvert par le schéma d'aménagement et de gestion des eaux (SAGE) « Aisne Vesle Suippe ». Ce document de planification, dont le territoire s’étend sur 3 096 km2 répartis sur trois départements (Aisne, Marne et Ardennes) et deux régions (Champagne-Ardenne et Picardie), a été approuvé le 16 décembre 2013. La structure porteuse de l'élaboration et de la mise en œuvre est le Syndicat d’aménagement des bassins Aisne Vesle Suippe (SIABAVES).
La qualité des cours d’eau peut être consultée sur un site dédié géré par les agences de l’eau et l’Agence française pour la biodiversité.

### Climat
Pour des articles plus généraux, voir Climat du Grand Est et Climat de la Marne.
En 2010, le climat de la commune est de type climat océanique dégradé des plaines du Centre et du Nord, selon une étude du Centre national de la recherche scientifique s'appuyant sur une série de données couvrant la période 1971-2000. En 2020, Météo-France publie une typologie des climats de la France métropolitaine dans laquelle la commune est exposée à un climat océanique altéré et est dans la région climatique  Nord-est du bassin Parisien, caractérisée par un ensoleillement médiocre, une pluviométrie moyenne régulièrement répartie au cours de l’année et un hiver froid (3 °C).
Pour la période 1971-2000, la température annuelle moyenne est de 10,3 °C, avec une amplitude thermique annuelle de 15,6 °C. Le cumul annuel moyen de précipitations est de 688 mm, avec 10,9 jours de précipitations en janvier et 8,2 jours en juillet. Pour la période 1991-2020, la température moyenne annuelle observée sur la station météorologique de Météo-France la plus proche, « Mailly-civc », sur la commune de Mailly-Champagne à 8 km à vol d'oiseau, est de 11,2 °C et le cumul annuel moyen de précipitations est de 755,5 mm. 
La température maximale relevée sur cette station est de 39,8 °C, atteinte le 25 juillet 2019 ; la température minimale est de −20 °C, atteinte le 16 janvier 1985,,.
Les paramètres climatiques de la commune ont été estimés pour le milieu du siècle (2041-2070) selon différents scénarios d'émission de gaz à effet de serre à partir des nouvelles projections climatiques de référence DRIAS-2020. Ils sont consultables sur un site dédié publié par Météo-France en novembre 2022.

## Urbanisme

### Typologie
Au 1er janvier 2024, Val-de-Vesle est catégorisée bourg rural, selon la nouvelle grille communale de densité à sept niveaux définie par l'Insee en 2022.
Elle est située hors unité urbaine. Par ailleurs la commune fait partie de l'aire d'attraction de Reims, dont elle est une commune de la couronne,. Cette aire, qui regroupe 294 communes, est catégorisée dans les aires de 200 000 à moins de 700 000 habitants,.

### Occupation des sols
L'occupation des sols de la commune, telle qu'elle ressort de la base de données européenne d’occupation biophysique des sols Corine Land Cover (CLC), est marquée par l'importance des territoires agricoles (84,5 % en 2018), une proportion sensiblement équivalente à celle de 1990 (84,8 %). La répartition détaillée en 2018 est la suivante : 
terres arables (83,8 %), forêts (10,2 %), milieux à végétation arbustive et/ou herbacée (3,9 %), zones urbanisées (1,4 %), zones agricoles hétérogènes (0,7 %). L'évolution de l’occupation des sols de la commune et de ses infrastructures peut être observée sur les différentes représentations cartographiques du territoire : la carte de Cassini (XVIIIe siècle), la carte d'état-major (1820-1866) et les cartes ou photos aériennes de l'IGN pour la période actuelle (1950 à aujourd'hui).

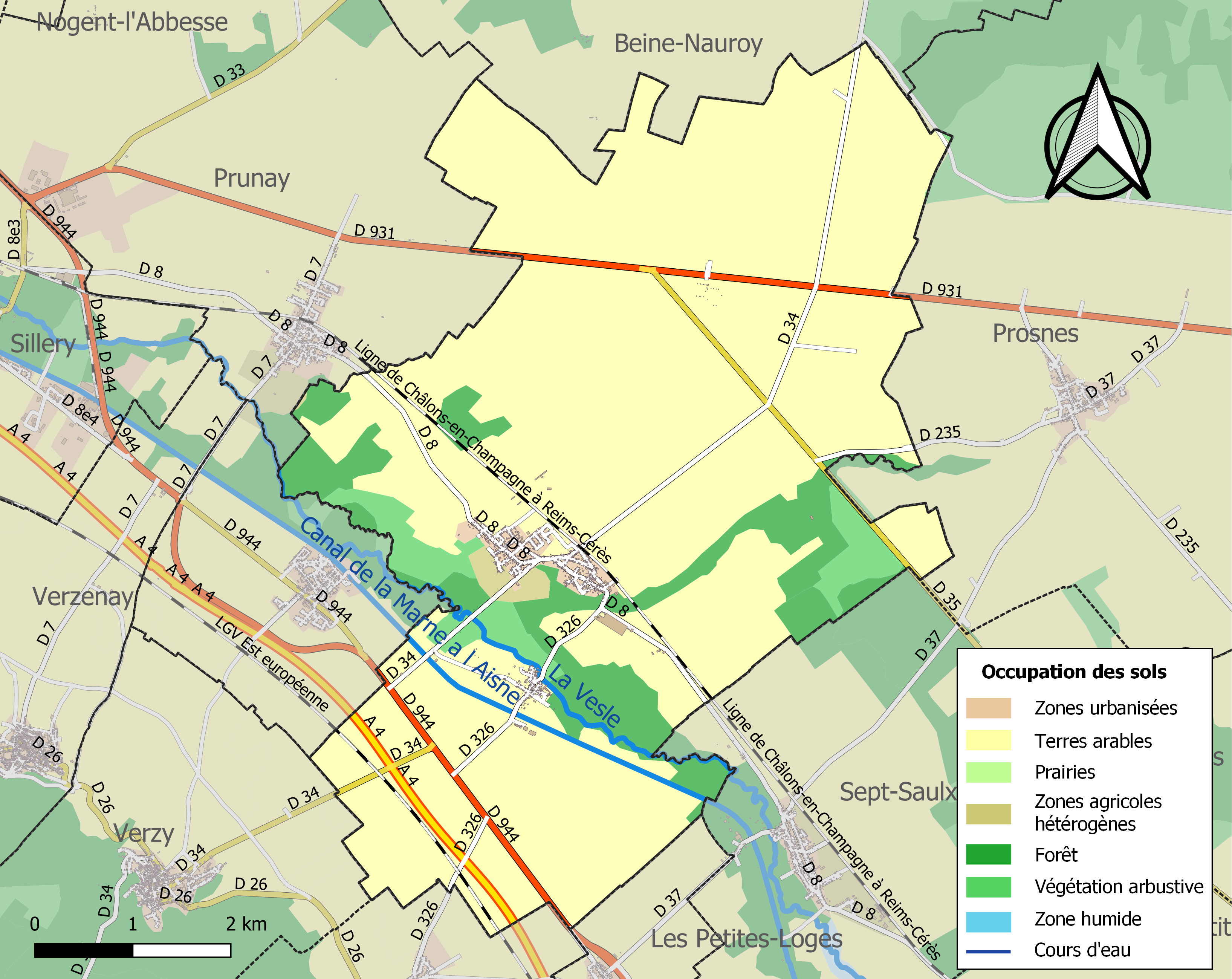
Carte des infrastructures et de l'occupation des sols de la commune en 2018 (CLC).

## Toponymie
La commune de Val-de-Vesle a été créée en 1965 par la fusion de trois communes jusque-là indépendantes : Courmelois, Thuisy et Wez. Par arrêté du 15/09/1964, Thuisy absorbe Courmelois et
Wez et prend le nom de Val-de-Vesle
Val, une forme de relief au sens plus restreint que celui de la vallée.

« L'idée de val s'accompagne ici de celles de ruban de verdure. L'évolution de la mise en valeur des terres, la diminution du nombre des petits exploitants agricoles, les concentrations industrielles permettent de s'interroger sur les caractères propres d'une petite vallée à l'heure actuelle, et sur l'accentuation ou l'atténuation de ses différences par rapport aux plateaux ».
La Vesle est une rivière, affluent de rive gauche de l'Aisne. du gaulois Vidula (vidu- en gaulois signifie « bois ») qui signifie « rivière de la forêt », car autrefois ce cours d'eau coulait dans de vastes régions boisées. Autre étymologie possible : vesula « bonne » forme diminutive de vesos « bon ».

## Histoire

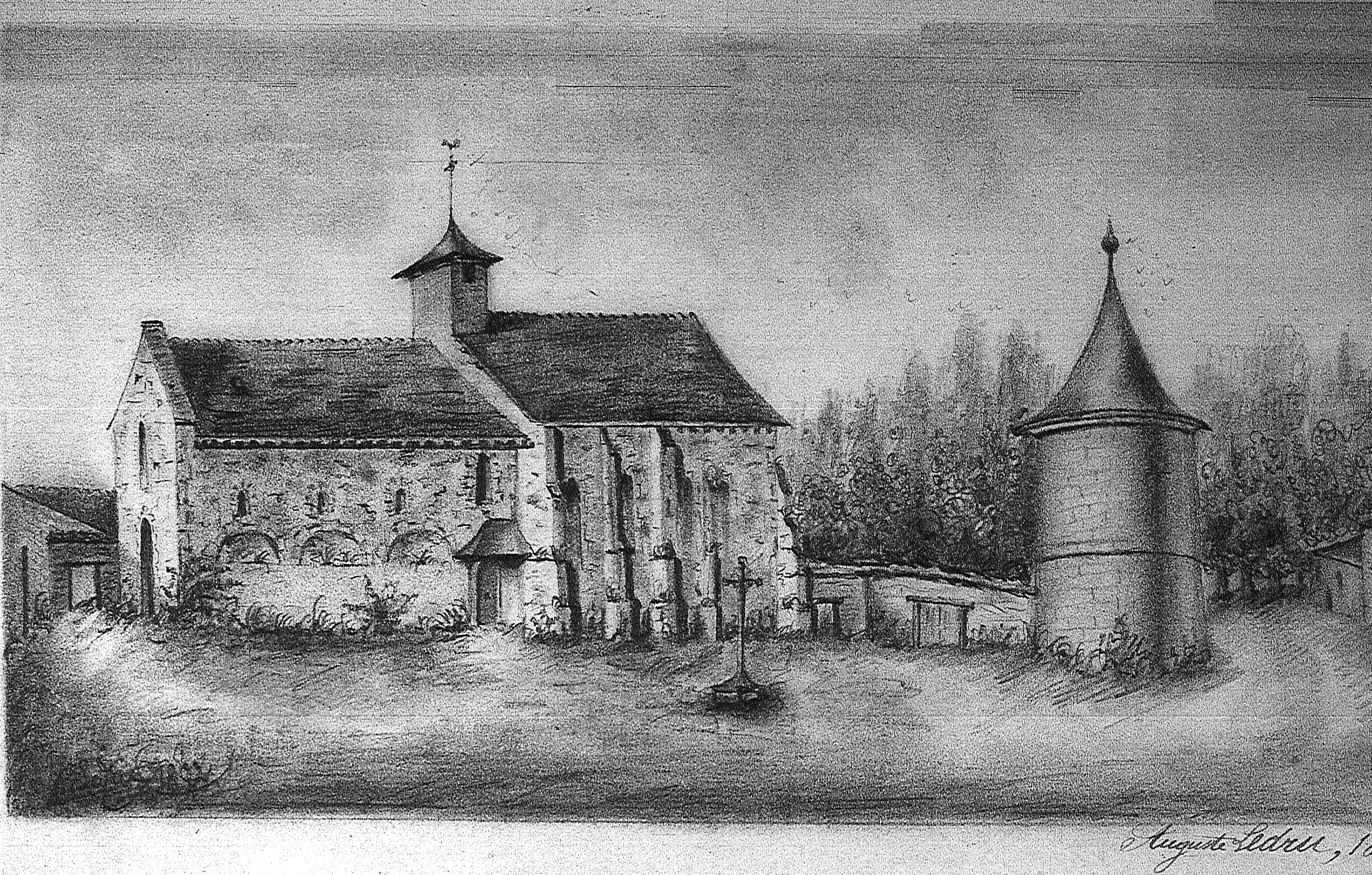
Ancienne église de Thuisy par Auguste Ledru fin XIXe siècle.

Des traces d'habitat montrent une occupation romaine avec la villa Tutius derrière la mairie et cinq fours du Ier siècle au lieu-dit Le Routoir, 64 tombes gauloises à la limite de Thuisy avec Prunay.
La mairie actuelle se trouve sur l'emplacement de l'ancien château de Alexandre de Bary, négociant en vin de Champagne. Ce château de Thuisy était une résidence de réception pour M. de Bary qui avait son parc, sa volière entre autres qui agrandirent une bâtisse du début XIXe siècle. Elle échoit ensuite à Elvire Boucher puis, servit d'ambulance pendant la Première Guerre mondiale de par sa proximité du front. Guerre qui finit par détruire le château qui finit par être rasé. Gaston Tarin fit construire un bâtiment d'habitation, l'actuelle mairie et Marcel Brimontel édifiait une piscine à l'endroit des restes des balcons du château. En 1965, la nouvelle communauté installait ses services à l'endroit actuel avec le parc encore visible et les cloches d'églises au centre de l'île.

## Héraldique
| Blason de Val-de-Vesle | Blason  | De gueules à sautoir engrêlé d'or cantonné de quatre fleurs de lis d'argent. |
| Blason de Val-de-Vesle | Détails | Le statut officiel du blason reste à déterminer.                             |

## Politique et administration

### Intercommunalité
La commune, antérieurement membre de la communauté de communes des Rives de Prosne et Vesle, est membre, entre le 1er janvier 2014 et le 1er janvier 2017, de la communauté de communes Vesle et Coteaux de la Montagne de Reims.
En effet, conformément aux prévisions du schéma départemental de coopération intercommunale (SDCI) de la Marne du 15 décembre 2011, cette communauté de communes est née le 1er janvier 2014 de la fusion de trois petites intercommunalités :
- la Communauté de communes des Forêts et Coteaux de la Grande Montagne (CCFCGM), qui regroupait cinq communes ;
- la Communauté de communes des Rives de Prosne et Vesle (CCRPV), sauf la commune de Prosnes, soit deux communes ;
- la Communauté de communes Vesle-Montagne de Reims (CCVMR), qui regroupait neuf communes ;

auxquelles s'est joint la commune isolée de Villers-Marmery.

### Liste des maires
| Période                                  | Période                      | Identité                                  | Étiquette | Qualité                                                     |
| ---------------------------------------- | ---------------------------- | ----------------------------------------- | --------- | ----------------------------------------------------------- |
| Les données manquantes sont à compléter. |                              |                                           |           |                                                             |
| 1965                                     |                              | Irenée Lapie                              |           |                                                             |
| 1965                                     | 1970                         | René Viellard                             |           |                                                             |
| 1970                                     | 1971                         | Irenée Lapie                              |           |                                                             |
| 1971                                     | 1978                         | Philippe Ponsin                           |           |                                                             |
| 1978                                     | 1983                         | René Cousin                               |           |                                                             |
| 1983                                     | 2001                         | Hubert Walbaum                            |           |                                                             |
| mars 2001                                | mars 2014                    | Jean-Claude Collinet                      |           | Président de la CC des Rives de Prosne et Vesle ( ? → 2013) |
| mars 2014                                | En cours (au 4 juillet 2014) | Serge Hiet Réélu pour le mandat 2020-2026 |           |                                                             |

## Démographie
L'évolution du nombre d'habitants est connue à travers les recensements de la population effectués dans la commune depuis 1793. Pour les communes de moins de 10 000 habitants, une enquête de recensement portant sur toute la population est réalisée tous les cinq ans, les populations de référence des années intermédiaires étant quant à elles estimées par interpolation ou extrapolation. Pour la commune, le premier recensement exhaustif entrant dans le cadre du nouveau dispositif a été réalisé en 2008.

En 2022, la commune comptait 992 habitants, en évolution de +8,3 % par rapport à 2016 (Marne : −1,19 %, France hors Mayotte : +2,11 %).
| 1793 | 1800 | 1806 | 1821 | 1831 | 1836 | 1841 | 1846 | 1851 |
| ---- | ---- | ---- | ---- | ---- | ---- | ---- | ---- | ---- |
| 110  | 183  | 206  | 199  | 233  | 239  | 216  | 229  | 230  |

| 1856 | 1861 | 1866 | 1872 | 1876 | 1881 | 1886 | 1891 | 1896 |
| ---- | ---- | ---- | ---- | ---- | ---- | ---- | ---- | ---- |
| 229  | 233  | 251  | 271  | 255  | 211  | 200  | 198  | 193  |

| 1901 | 1906 | 1911 | 1921 | 1926 | 1931 | 1936 | 1946 | 1954 |
| ---- | ---- | ---- | ---- | ---- | ---- | ---- | ---- | ---- |
| 164  | 165  | 154  | 185  | 175  | 170  | 190  | 177  | 173  |

| 1962 | 1968 | 1975 | 1982 | 1990 | 1999 | 2006 | 2008 | 2013 |
| ---- | ---- | ---- | ---- | ---- | ---- | ---- | ---- | ---- |
| 192  | 482  | 594  | 619  | 678  | 730  | 760  | 769  | 884  |

| 2018 | 2022 | - | - | - | - | - | - | - |
| ---- | ---- | - | - | - | - | - | - | - |
| 907  | 992  | - | - | - | - | - | - | - |

## Culture locale et patrimoine

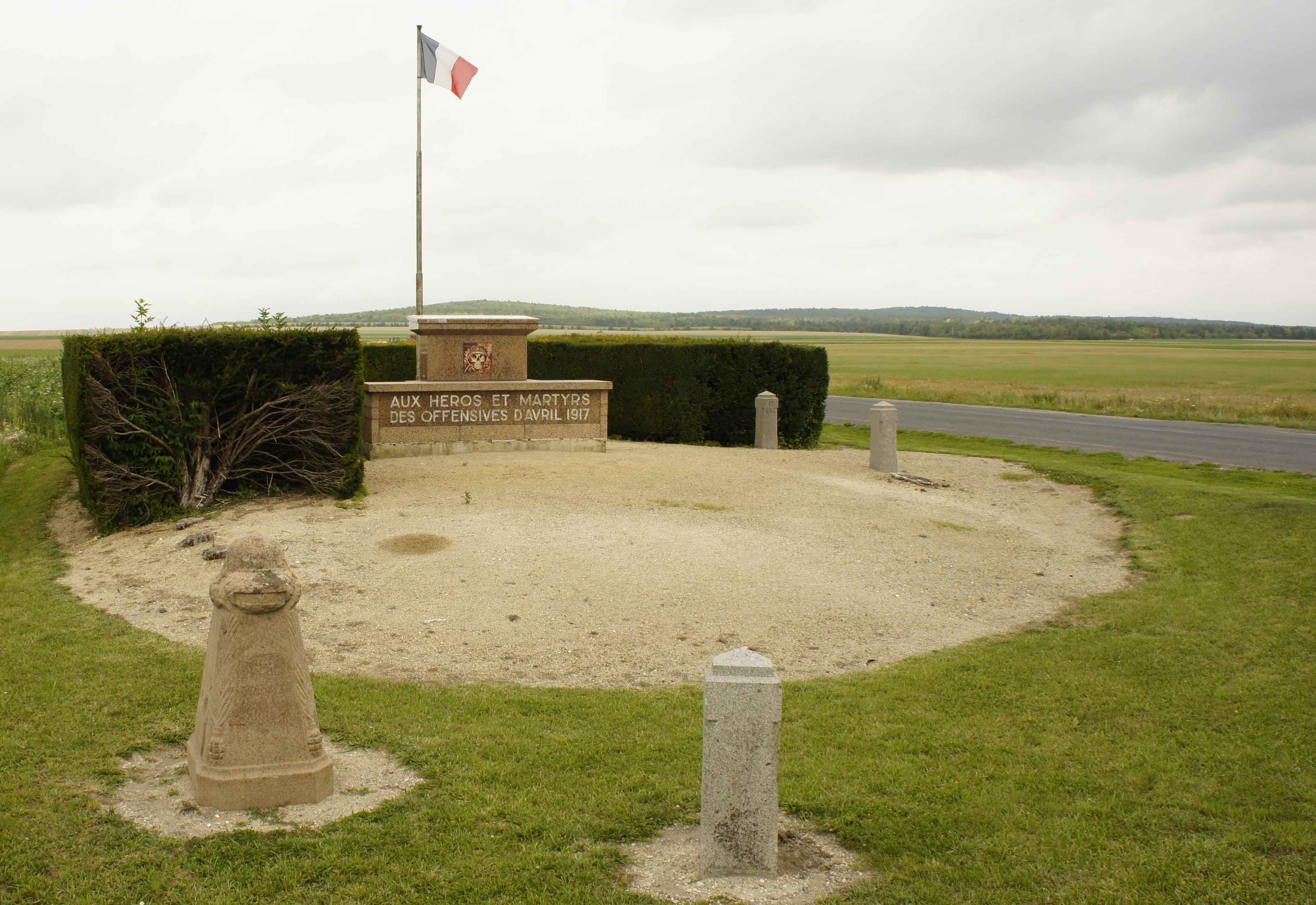
Monument en hommage aux offensives d'avril 1917 sur la RD 931.

### Lieux et monuments
- Église Saint-Maur de Courmelois XIIe et XIIIe siècles (monument historique).
- Église Saint-Eloi (Thuisy).
- Le mausolée d'Alexandre De Bary[30], érigé en 1903 par le sculpteur Émile Peynot sur des plans de Armand Maurois[31] à Thuisy.
- Camping de Val-de-Vesle (Courmelois).

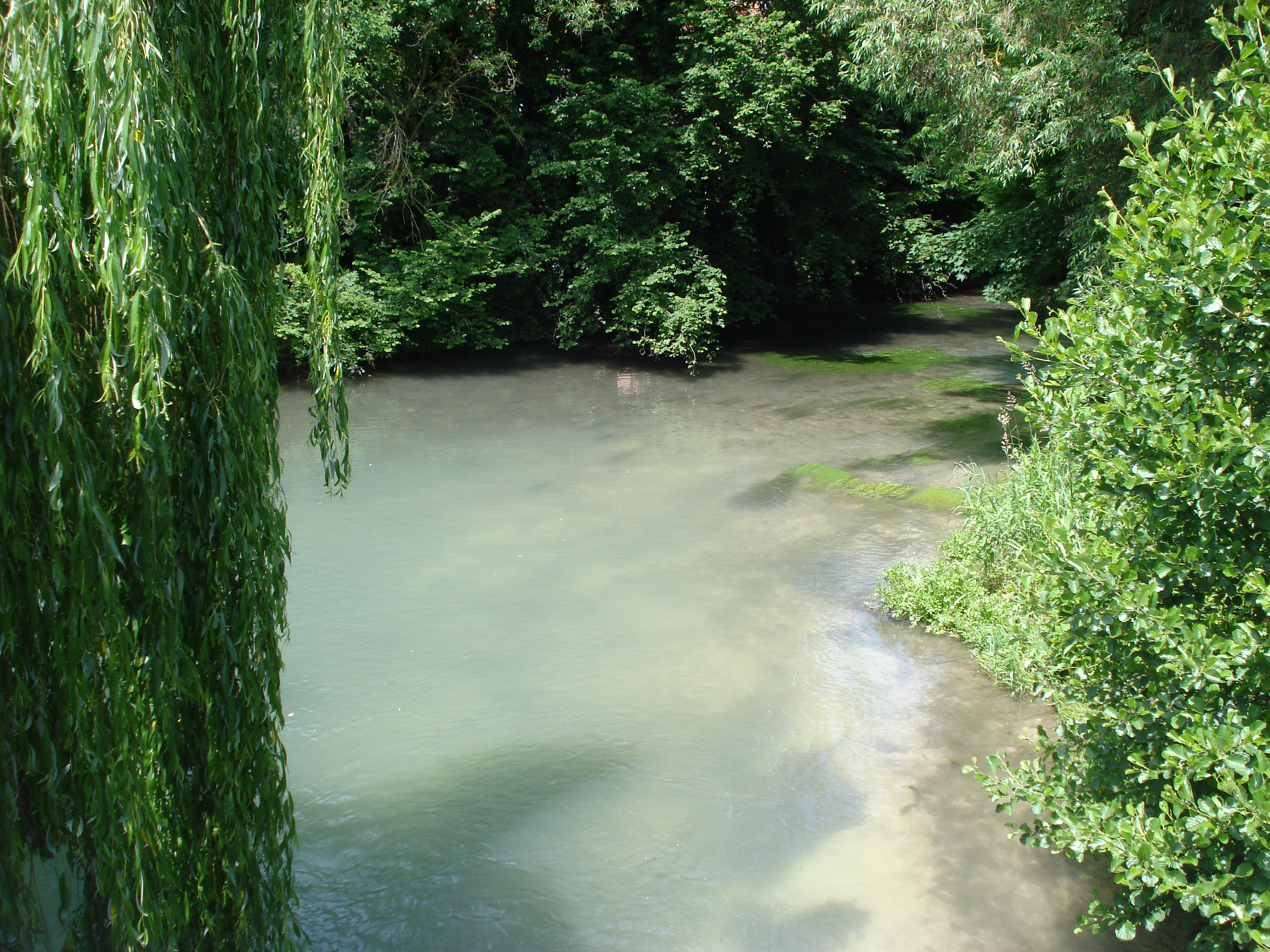
La Vesle à Courmelois.
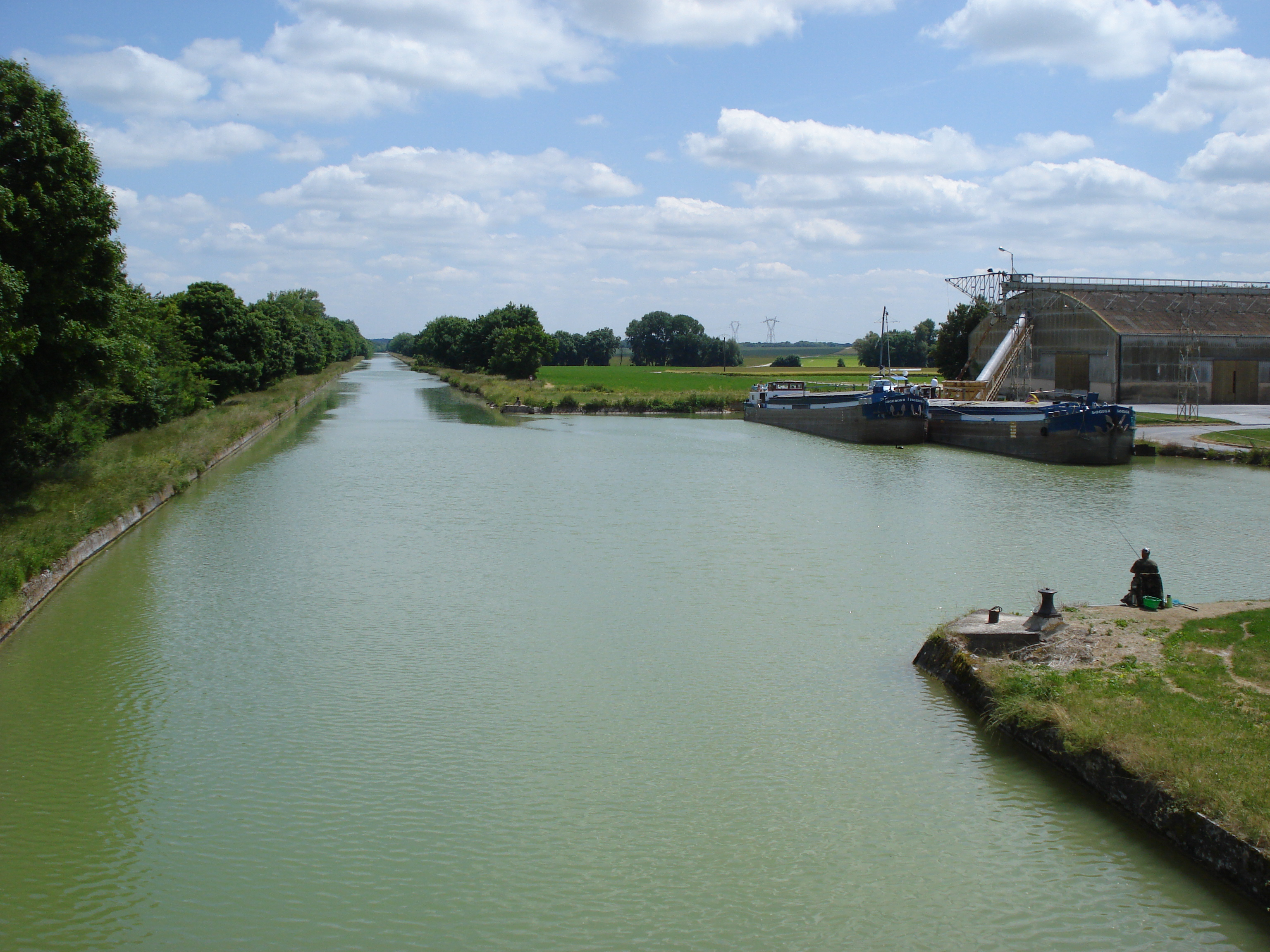
Canal de l'Aisne à la Marne à Courmelois.
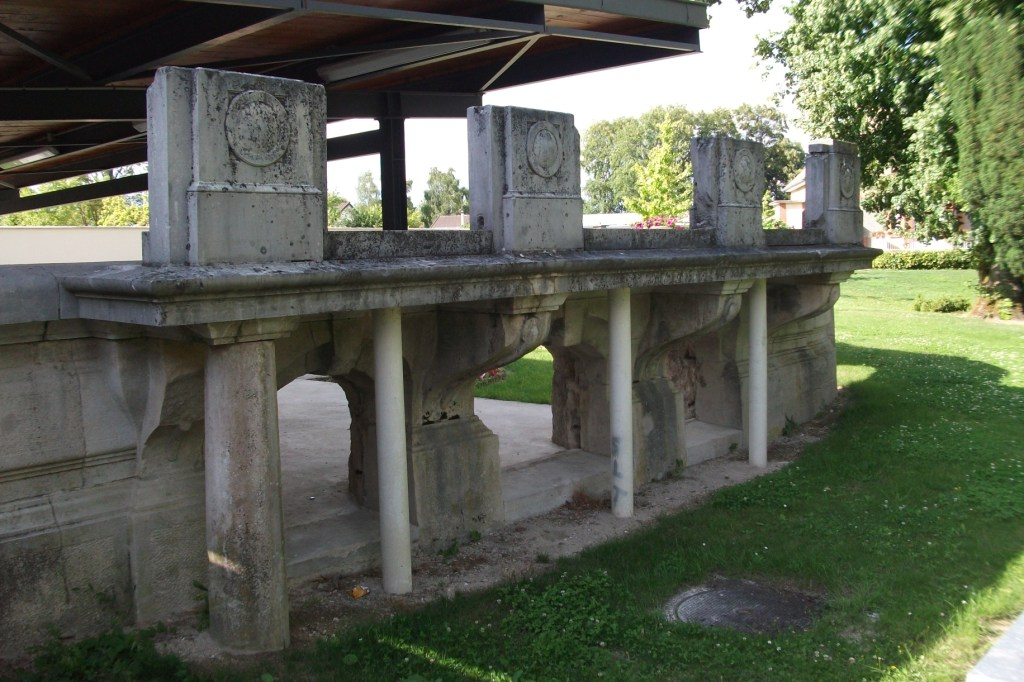
Ruines du château de Thuisy dans le parc de la mairie.
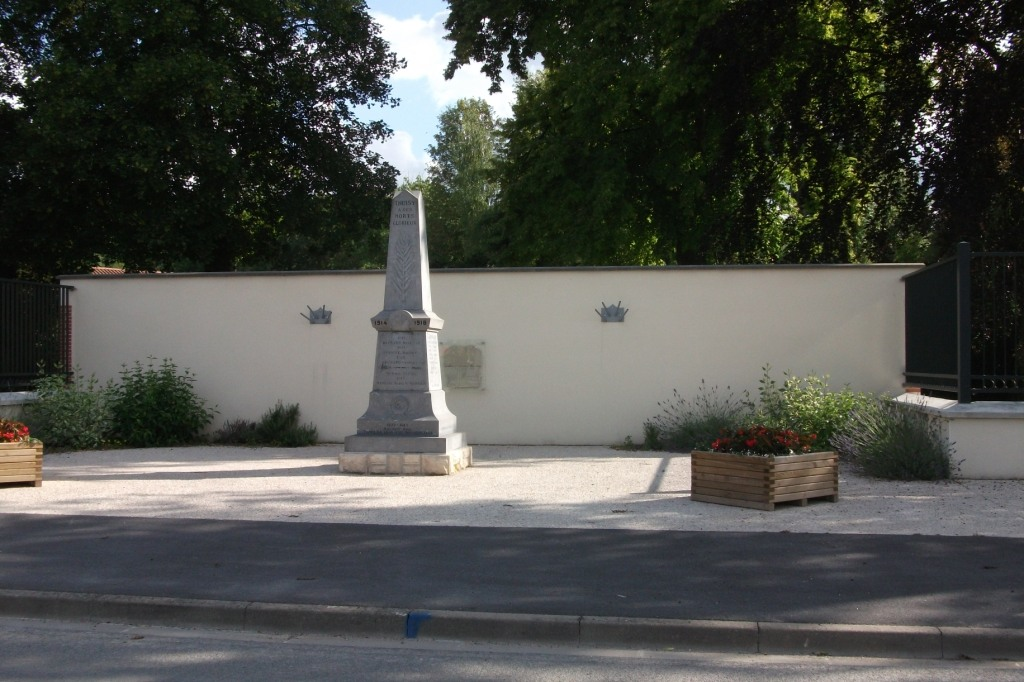
Monument aux morts Thuisy.
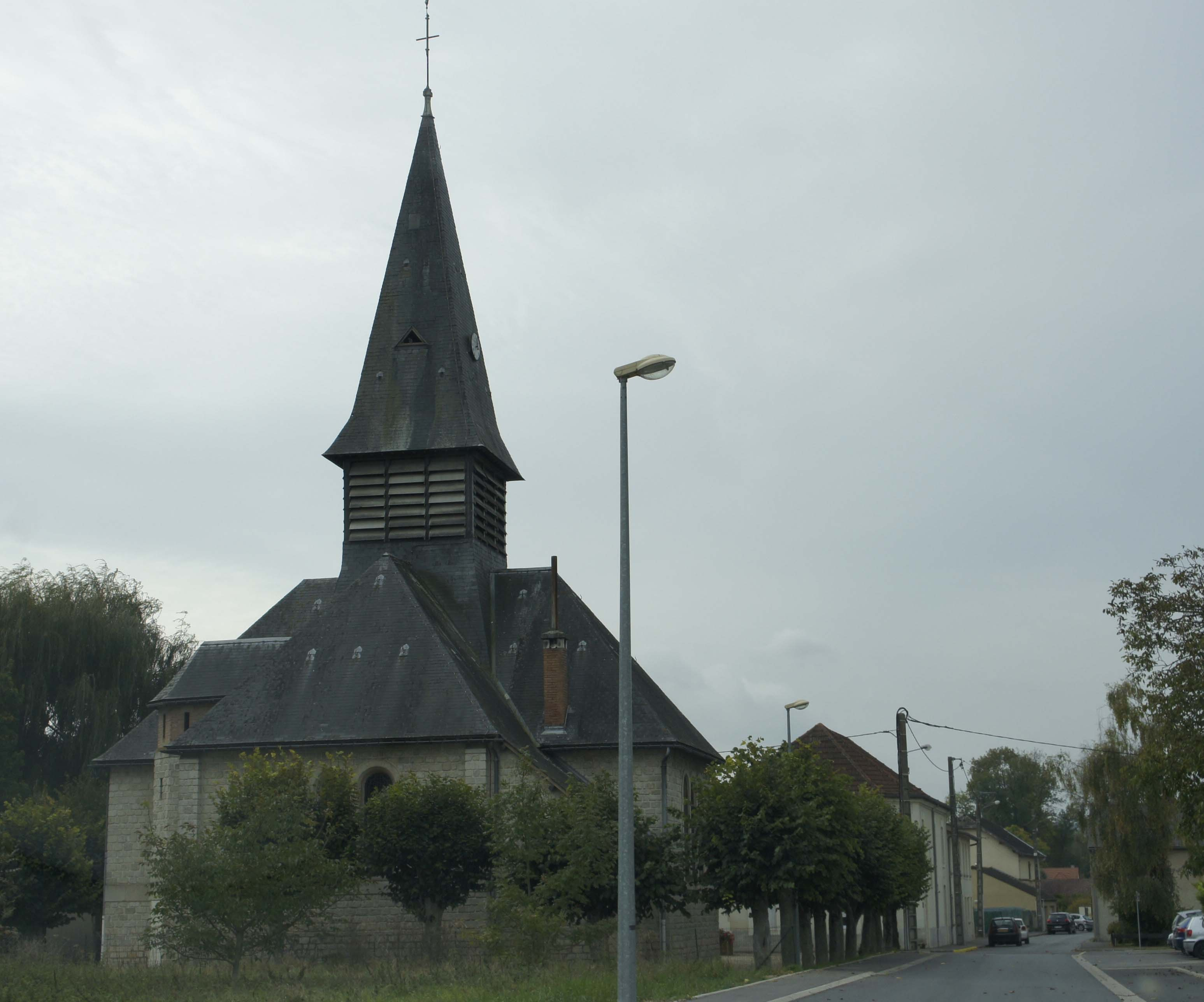
église de Wez.
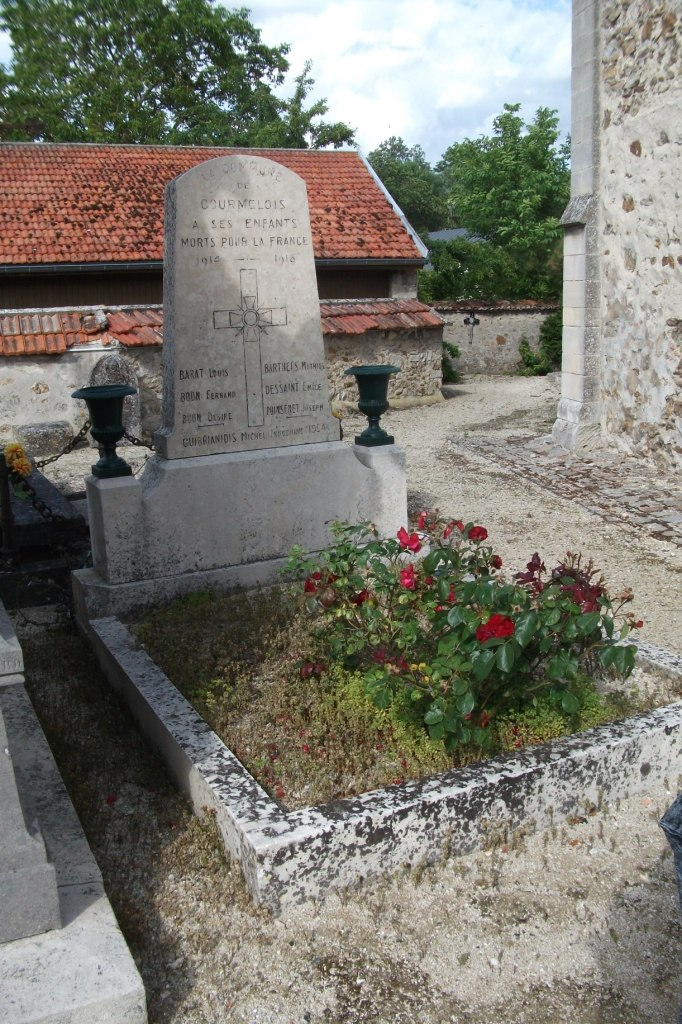
Monument aux morts Courmelois.

### Personnalités liées à la commune
- Christian Lapie, sculpteur, né en 1955, installé dans la commune.